# تشارلز أبوت (محامي)
تشارلز أبوت (بالإنجليزية: Charles Abbott)‏ هو لاعب كرة قدم أسترالية ومحامي أسترالي، ولد في 10 يونيو 1939 في Finley, New South Wales ‏ في أستراليا.

## وصلات خارجية
- تشارلز أبوت على موقع AustralianFootball.com (الإنجليزية)
- تشارلز أبوت على موقع AFLtables.com (الإنجليزية)